# 星光樂園 星光之旅
《星光樂園 星光之旅》是星光樂園第一部劇場動畫，以主角為依歸，於2015年3月7日在日本全國電影院上映。

## 劇情大綱
本作重點為啦啦尋找傳說中的偶像SAINTS與他們所發生過的事情並回憶她們一直以來的好朋友以及重要的故事。

## 每週更替
劇情之中突然出現了四個大門。門後所經歷的歷程與目的地也有所的不同。
- 路線01: 可愛的夢幻之旅 (3月7日至3月13日)

星光時尚秀! 還可以享受途中的歌曲。新人的星光舞者不能錯過。艾菈與美愛成為可愛的星光舞者吧!
- 路線02: 完美的星光之旅 (3月14日至3月20日)

一個美麗而優雅的表演，高手雲集。仔細一看，十分有樂趣。
- 路線03: 超級的神奇之旅 (3月21日至3月27日)

星光少女奇蹟地甦醒! 以微笑留下深刻的印象，一段段的插曲響起。
- 路線04: 爆熱! 男星光舞者遊 (逢星期五上映最終回)

路線04是一條被禁止的路線，為男星光舞者的故事。

## 角色列表

### 主要角色
春音艾菈（Harune Aira，配音員：阿澄佳奈（日本））
星光跳躍
- 流行糖果火箭（Pop'n Candy Rocket）『ポップンキャンディロケット』

見於歌曲「You May Dream」。
- Do-Re-Mi-Fa溜滑梯（Do-Re-Mi-Fa Slider）『ドレミファスライダー』

見於歌曲「You May Dream」。
- 歡樂樂章 Hip Hop Win！（Cheerful Hip Hop Win！）『チアフルHip Hop Win！』

見於歌曲「You May Dream」。
上葉美愛（Ageha Mia，配音員：大久保瑠美（日本））
彩瀨鳴（Ayase Naru，配音員：加藤英美里（日本）））
荊凜音（Ibara Rinne，配音員：佐倉綾音（日本））
於本劇中為關鍵人物，她與法露璐有着神秘的關係，並引導SoLaMi♡SMILE和Dressing Pafé等人逃離地獄空間。
真中菈菈（Manaka Laala，配音員：茜屋日海夏（日本））
話劇製作
- 新鮮採摘 甜蜜果園（Mogitate Sweet Park）『もぎたて スイーツパーク』

見於歌曲「ま〜ぶるMake up a-ha-ha!」。
- 送給你的驚喜禮物（Tokimeki Present For You）『ときめき プリゼント・フォー・ユー』

見於歌曲「Pretty Prism Paradise!!!」。
- 夜空中的月光之旅!（Yozora No Moonlight Traveling!）『夜空のムーンライトトラベリング!』

見於歌曲「HAPPYぱLUCKY」。
- 心動！萬聖節派對!（Toritori! Halloween Party!）『トリトリ！ハロウィンパーティー！』

見於歌曲「HAPPYぱLUCKY」。
南美莉（Minami Mirei，配音員：芹澤優（日本））
話劇製作
- 新鮮採摘 甜蜜果園（Mogitate Sweet Park）『もぎたて スイーツパーク』

見於歌曲「ま〜ぶるMake up a-ha-ha!」。
- 送給你的驚喜禮物（Tokimeki Present For You）『ときめき プリゼント・フォー・ユー』

見於歌曲「Pretty Prism Paradise!!!」。
- 夜空中的月光之旅!（Yozora No Moonlight Traveling!）『夜空のムーンライトトラベリング!』

見於歌曲「HAPPYぱLUCKY」。
- 心動！萬聖節派對!（Toritori! Halloween Party!）『トリトリ！ハロウィンパーティー！』

見於歌曲「HAPPYぱLUCKY」。
北條蘇菲（Hojo Sophie，配音員：久保田未夢（日本））
話劇製作
- 解放少女 瓦爾基麗（Kaiho Otome Valkyria）『解放乙女 ヴァルキュリア』（完成版）

見於歌曲「太陽のFlare Sherbet」。
- 送給你的驚喜禮物（Tokimeki Present For You）『ときめき プリゼント・フォー・ユー』

見於歌曲「Pretty Prism Paradise!!!」。
- 夜空中的月光之旅!（Yozora No Moonlight Traveling!）『夜空のムーンライトトラベリング!』

見於歌曲「HAPPYぱLUCKY」。
- 心動！萬聖節派對!（Toritori! Halloween Party!）『トリトリ！ハロウィンパーティー！』

見於歌曲「HAPPYぱLUCKY」。
東堂詩音（Todo Sion，配音員：山北早紀（日本））
話劇製作
- 音響全開 一起搖滾（Stereo Zenkai 2x3 = Rock!）『ステレオ全開 2x3=Rock!』

見於歌曲「No D&D Code」。
- 全力衝刺!!高飛熱氣球!（Zenryoku Dash!! Tobase Balloon!）『全力ダッシュ!!飛ばせバルーン!』

見於歌曲「CHANGE! MY WORLD」。
桃樂絲·威斯特（Dorothy・West，配音員：澁谷梓希（日本））
話劇製作
- 音響全開 一起搖滾（Stereo Zenkai 2x3 = Rock!）『ステレオ全開 2x3=Rock!』

見於歌曲「No D&D Code」。
- 全力衝刺!!高飛熱氣球!（Zenryoku Dash!! Tobase Balloon!）『全力ダッシュ!!飛ばせバルーン!』

見於歌曲「CHANGE! MY WORLD」。
莉安娜·威斯特（Reona・West，配音員：若井友希（日本））
話劇製作
- 音響全開 一起搖滾（Stereo Zenkai 2x3 = Rock!）『ステレオ全開 2x3=Rock!』

見於歌曲「No D&D Code」。
- 全力衝刺!!高飛熱氣球!（Zenryoku Dash!! Tobase Balloon!）『全力ダッシュ!!飛ばせバルーン!』

見於歌曲「CHANGE! MY WORLD」。
法露璐（Falulu，配音員：赤崎千夏（日本））
於劇中突然插入SoLaMi♡SMILE和Dress Pafé的比賽結果，並取得高分後並進行表演，唯表演後星光世界受到破壞，與荊凜音有着不明關係。
話劇製作
- 冰雪城堡幻影（Frozen Castle Mirage）『フローズンキャッスルミラージュ』

見於歌曲「0-Week-Old」。
赤井眼鏡姐（配音員：伊藤加奈惠（日本））

### 協作角色

#### 第一期: 星光少女 極光之夢
天宮旋（Amamiya Rizumu，配音員：原紗友里（日本））
星光跳躍
- 流行糖果火箭（Pop'n Candy Rocket）『ポップンキャンディロケット』

見於歌曲「You May Dream」。
- Do-Re-Mi-Fa溜滑梯（Do-Re-Mi-Fa Slider）『ドレミファスライダー』

見於歌曲「You May Dream」。
- 歡樂樂章 Hip Hop Win！（Cheerful Hip Hop Win！）『チアフルHip Hop Win！』

見於歌曲「You May Dream」。
高峰美音（Takamine Mion，配音員：片岡梓（日本））
星光跳躍
- Do-Re-Mi-Fa溜滑梯（Do-Re-Mi-Fa Slider）『ドレミファスライダー』

見於歌曲「You May Dream」。
- 歡樂樂章 Hip Hop Win！（Cheerful Hip Hop Win！）『チアフルHip Hop Win！』

見於歌曲「You May Dream」。
城之內莎莉娜（Jonouchi Serena，配音員：米澤圓（日本））
藤堂花音（Todo Kanon，配音員：明坂聰美（日本））
久里須要（Chris Kaname，配音員：（日本））
尚（Sho，配音員：近藤隆（日本））
藤堂響（Todo Hibiki，配音員：KENN（日本））
渡（Wataru，配音員：岡本信彥（日本））

#### 第二期: 星光少女 美夢成真
深山玲奈（Miyama Reina，配音員：高森奈津美（日本））
志志美果鈴（Shijimi Karin，配音員：津田美波（日本））
大瑠璃彩海（Ooruri Ayami，配音員：佐倉綾音（日本））
慧仁（Hye In，配音員：伊藤加奈惠（日本））
在恩（Jae Eun，配音員：米澤圓（日本））
彩暻（Chae Kyoung，配音員：明坂聰美（日本））
沼珉（So Min，配音員：三宅麻理惠（日本））
天宮旋／藤堂旋（Amamiya Rizumu／Todo Rizumu，配音員：原紗友里（日本））
高峰美音（Takamine Mion，配音員：片岡梓（日本））
城之內莎莉娜（Jonochi Serena，配音員：米澤圓（日本））
藤堂花音（Todo Kanon，配音員：明坂聰美（日本））
久里須要／天宮要（Chris Kaname／Amamiya Kaname，配音員：伊藤加奈惠（日本））
尚（Sho，配音員：近藤隆（日本））
藤堂響（Todo Hibiki，配音員：KENN（日本））
渡（Wataru，配音員：岡本信彥（日本）；胡家豪（香港））
容和（Yonfa，配音員：高山南（日本））
春音齊（Harune Itsuki，配音員：熊井統子（日本））

#### 第三期: 星光少女 彩虹舞台
福原杏（配音員：芹澤優（日本））
涼野糸（Suzuno Ito，配音員：小松未可子（日本））
蓮城寺貝兒（Renjoji Bell，配音員：戶松遙（日本））
小鳥遊音羽（Takanashi Otoha，配音員：後藤沙緒里（日本））
森園若菜（Morizono Wakana，配音員：內田真禮（日本））
天羽純音（Amou June，配音員：宍戶留美（日本））
神濱幸司（Mihama Koji，配音員：柿原徹也（日本））
速水廣（Hayami Hiro，配音員：前野智昭（日本））
仁科一月（Nishina Kazuki，配音員：增田俊樹（日本））

#### 星光樂園
北條宇裳（Hojo Cosmo，配音員：山本希望（日本））
星光跳躍

見於歌曲「君100％人生」。
黑須阿洛瑪（Kurosu Aroma，配音員：牧野由依（日本））
白玉蜜柑（Shiratama Mikan，配音員：渡部優衣（日本））

#### 吉祥物

##### 幸運夥伴
拉拉（配音員：早水理沙（日本））
貝貝（配音員：日高範子（日本））
咪咪（配音員：熊井統子（日本））
企鵝老師（配音員：三宅健太（日本））

##### 星探吉祥物
高瑪（Kuma，配音員：鈴木千尋（日本））
舞沙奇（Usagi，配音員：寺島拓篤（日本））

## 角色技能

### 主要角色
| 名稱                                                      | 配音員（日本） | 星光少女技能 | 話劇製作                                                                         | 見於歌曲                 |
| 春音艾菈（春音 あいら（はるね あいら），Harune Aira）     | 阿澄佳奈       |              |                                                                                  |                          |
| 上葉美愛（上葉 みあ（あげは みあ），Ageha Mia）           | 大久保瑠美     |              |                                                                                  |                          |
| 彩瀨鳴（彩瀬 なる（あやせ なる），Ayase Naru）            | 加藤英美里     |              |                                                                                  |                          |
| 荊凜音（荊 りんね（いばら りんね），Ibara Rinne）         | 佐倉綾音       |              |                                                                                  |                          |
| 真中啦啦（真中 らぁら（まなか ラーラ），Manaka Laala）    | 茜屋日海夏     |              | - 新鮮採摘 甜蜜果園（Mogitate Sweet Park）『もぎたて スイーツパーク』            | ま〜ぶるMake up a-ha-ha! |
| 南米蕾（南 みれぃ（みなみ ミレィ），Minami Mirei）        | 芹澤優         |              | - 新鮮採摘 甜蜜果園（Mogitate Sweet Park）『もぎたて スイーツパーク』            | ま〜ぶるMake up a-ha-ha! |
| 北條蘇菲（北条 そふぃ（ほうじょう ソフィ），Hojo Sophie） | 久保田未夢     |              | - 解放少女 瓦爾基麗（Kaiho Otome Valkyria）『解放乙女 ヴァルキュリア』（完成版） | 太陽のFlare Sherbet      |

### 協作角色

#### 第一期: 星光少女•極光之夢
| 名稱 | 配音員（日本） | 星光跳躍 | 見於歌曲 |
|      |                |          |          |

#### 第二期: 星光少女•美夢成真
| 名稱 | 配音員（日本） | 星光跳躍 | 星光舞台劇 | 見於歌曲 |
|      |                |          |            |          |

#### 第三期: 星光少女•彩虹舞台
| 名稱 | 配音員（日本） | 星光跳躍 | 見於歌曲 |
|      |                |          |          |

#### 星光樂園
| 名稱 | 配音員（日本） | 星光少女技能 | 話劇製作 | 見於歌曲 |
|      |                |              |          |          |

## 專有名詞

### 星光樂園
- 星光樂園『プリパラ』

「プリ」是「プリズム」（Prism）的縮寫；而「パラ」是「パラダイス」（Paradise）的縮寫。
在星光樂園的小鎮中（PriPara Town），以成為偶像首位為目標的偶像少女少年，在此進行唱歌、跳舞、時尚的對決。
- 主題戲劇[7]（Making Drama）『メイキングドラマ』

在表演星光樂園途中顯示的特別效果。
- 螢光幻彩變身[7]（Cyalume Change）『サイリウムチェンジ』

在主題戲劇後出現的變身，帶動高潮。37集中出現天堂套裝的螢光換裝。
- Prism Stone『プリズムストーン』

時裝店。也是星光樂園的入口，使用星光票根通過機台之門進入世界。

### 星光少女系列
- 星光空間（Prism Room）『プリズムくうかん』

是表演星光時秀（Prism Show）的時候，星光舞者會到此空間，是以稜石（Prism Stone）更換衣服的地方，也是赤井小姐工作的地方。
- 星光時秀『プリズムショー』

一種結合歌舞、花式溜冰和星光跳躍（Prism Jump）的新型態運動競技，包含了男子、女子個別的比賽種類，以及男女成對演出等多種參賽類型。
- 星光舞者（Prism Star）『プリズムスター』

參與星光時秀的表演者。
- 星光天后（Prism Queen）

指在星光天后盃（Prism Queen Cup）決賽中，取得第一名並被授予「星光天后」（Prism Queen）頭銜的女性星光舞者。
- 星光跳躍（Prism Jump）『プリズムジャンプ』

星光舞者在星光時尚秀中，跳出令人嘆為觀止的華麗跳躍。星光跳躍是心靈的飛躍，與運動沒有關係。星光舞者能依照當時心情創出不同款式的跳躍。
- 星光舞台劇（Prism Act）『プリズムアクト』

在第二季創出的新表演，可以一個人或多人完成。有些星光舞者表演過一半都未能夠完成，因此來到了星光舞台劇的臨界點「Act Line」。
- 閃耀之瞳（Shining Eyes）『シャイニングアイズ』

第二季星光舞者竭盡全力所展現的終極技能，眼眸會轉換成各種形狀。在努力、堅持的情況下，會無意識地啟動閃耀之瞳。
- 星光演唱會（Prism Live）『プリズムライブ』

在第三季創出新表演，少女星光舞者在跳躍時，與神秘的幸運伙伴帶動Prism Show的高潮，以幸運伙伴轉化的樂器進行演奏，以此吸引觀眾。雖然比起常規跳躍更能使觀眾更為興奮，但在夢想大會時未被記入規則指引，所以不獲評分。在「新挑戰! 律動大賽」後正式列入計分項目。
- 星光羽翼（Prism Feather）『プリズムフェザー』

第三季星光舞者能感受彩虹的終極跳躍時，在背後由星光所構成的羽翼。與Prism Stone的類型屬性類同。根據幸運夥伴的進化，羽翼的形態也有所改變。
- 星光彩虹樂器（Prism Rainbow Instruments）『プリズムレインボー・インスツルメンツ』

在星光演唱會時，由幸運夥伴所變成的各種電子樂器，彈奏時會出現彩虹之光。

## 使用曲目

### 片頭曲
「GOGO! 」
作詞：三重野瞳／作曲、編曲：菅原幸枝
歌：SoLaMi♡SMILE（茜屋日海夏、芹澤優、久保田未夢）

### 星光樂園曲目
「Flare Sherbet」
作詞：三重野瞳／作曲、編曲：山原一浩／歌：北條索菲（久保田未夢）
「Make up a-ha-ha!」
作詞：三重野瞳／作曲、編曲：山原一浩／歌：真中啦啦（茜屋日海夏）、南美莉（芹澤優）
「Pretty Prism Paradise!!!」
作詞：松井洋平／作曲、編曲：佐佐倉有吾／歌：SoLaMi♡SMILE（茜屋日海夏、芹澤優、久保田未夢）
「No D&D Code」
作詞：三重野瞳／作曲、編曲：山原一浩／歌：Dressing Pafe（山北早紀、澁谷梓希、若井友希）

作詞：三重野瞳／作曲、編曲：中村瑛彥
歌：SoLaMi♡SMILE（茜屋日海夏、芹澤優、久保田未夢）
「CHANGE! MY WORLD」
作詞：松井洋平／作曲：桑原聖／編曲：酒井拓也／歌：Dressing Pafe（山北早紀、澁谷梓希、若井友希）
「0-Week-Old」
作詞：三重野瞳／作曲、編曲：片桐周太郎／歌：法露璐（赤崎千夏）
「君100％人生」
作詞：三重野瞳／作曲、編曲：山原一浩／歌：北條宇（山本希望）

作詞、作曲、編曲：板倉孝德（Hifumi）／歌：SoLaMi♡Dressing（I☆Ris）

作詞：森月／作曲、編曲：渡邊徹／歌：SAINTS + SoLaMi♡Dressing (I☆Ris + SAINTS)

### 星光少女曲目

#### 路線01:可愛的夢幻之旅
「You May Dream」
作詞 - 池畑伸人／作曲、編曲 - 長岡成貢／歌 - MARs（阿澄佳奈、原紗友里、片岡梓）
「Dear My Future 〜未来の自分へ〜」
作詞 - 池畑伸人／作曲、編曲 - 長岡成貢／歌 - Prizmmy☆
「ハート♥イロ♥トリドリ～ム」
作詞：三重野瞳／作曲、編曲：山原一浩／歌：彩瀨鳴（加藤英美里）
「めらめらハートが熱くなる」（熊熊燃燒的炙熱之心）
作詞 - 池畑伸人／作曲、編曲 - 大谷靖夫／歌 - MARs（阿澄佳奈、片岡梓、原紗友里）
「cheer！yeah！×2」
作詞 - 三重野瞳／作曲、編曲 - 山原一浩／歌 - COSMOs（大久保瑠美、明坂聰美、三宅麻理惠）
「Little Wing & Beautiful Pride」
作詞：三重野瞳／作曲、編曲：山原一浩／歌：彩瀨鳴＆蓮城寺芭爾（加藤英美里、戶松遙）
「Dream Goes On」
作詞 - 池畑伸人／作曲、編曲 - 長岡成貢／歌 - 春音愛良（阿澄佳奈）

#### 路線02:完美的星光之旅
「Get music！」
作詞：三重野瞳／作曲、編曲：山原一浩／歌：蓮城寺芭爾（戶松遙）
「Que sera」
作詞 - 三重野瞳／作曲、編曲 - 山原一浩／歌 - MARs（阿澄佳奈、原紗友里、片岡梓）
「どしゃぶりHAPPY！」
作詞：三重野瞳／作曲、編曲：山原一浩／歌：HAPPY RAIN♪（加藤英美里、小松未可子、芹澤優）
「Switch On My Heart」
作詞 - 池畑伸人／作曲、編曲 - 長岡成貢／歌 - 高峰美音（片岡梓）
「Sevendays Love, Sevendays Friend」
作詞：三重野瞳／作曲、編曲：齊藤恒芳／歌：天羽純音＆荊凜音（宍戶留美、佐倉綾音）
「Nth color」
作詞、三重野瞳／作曲、編曲：齊藤恒芳／歌：天羽純音（宍戶留美）
「You May Dream（オーロラライジング Ver.）」
作詞 - 池畑伸人／作曲、編曲 - 長岡成貢／歌 - MARs（阿澄佳奈、原紗友里、片岡梓）
「Life is Just a Miracle 〜生きているって素晴らしい〜」
作詞 - 池畑伸人／作曲、編曲 - 長岡成貢／歌 - Prizmmy☆（大久保瑠美、高森奈津美、津田美波、佐倉綾音）（avex entertainment）

#### 路線03:超級的神奇之旅
「Hop! Step!! Jump!!!」
作詞 - 池畑伸人、長岡成貢／作曲、編曲 - 長岡成貢／歌 - MARs（阿澄佳奈、原紗友里、片岡梓）
「Mirage JET」
作詞 - 三重野瞳／作曲、編曲 - 山原一浩／歌 - Sprouts（佐倉綾音、高森奈津美、米澤圓）
「サンキュッ!!」
作詞 - 三重野瞳／作曲、編曲 - 山原一浩／歌 - P&P（伊藤加奈惠、津田美波、金香里）
「Rosette Nebula」
作詞：三重野瞳／作曲、編曲：山原一浩／歌：Bell ♡ Rose（戶松遙、後藤沙緒里、內田真禮）
「cherry-picking days」
作詞：三重野瞳／作曲、編曲：山原一浩／歌：福原杏＆森園若菜（芹澤優、內田真禮）
「ALIVE」
作詞：三重野瞳／作曲、編曲：山原一浩／歌：涼野糸＆小鳥遊音羽（小松未可子、後藤沙緒里）
「よいなかそ♥」
作詞 - 三重野瞳／作曲、編曲 - 山原一浩／歌 - SERENON with K（米澤圓、明坂聰美、伊藤加奈惠）
「ココロ充電」（心靈充電）
作詞 - 池畑伸人／作曲、編曲 - 長岡成貢／歌 - 天宮律舞（原紗友里）
「Gift」
作詞：三重野瞳／作曲、編曲：齊藤恒芳／歌：荊凜音（佐倉綾音）

#### 路線04:爆熱! 男星光舞者遊
「愛しのティンカーベル」
作詞 - 池畑伸人、長岡成貢／作曲、編曲 - 長岡成貢／歌 - Callings（近藤隆、KENN、岡本信彥）
「BOY MEETS GIRL（PRISM BOY ver.）」
作詞、作曲：小室哲哉／編曲：michitomo／歌：Over The Rainbow（柿原徹也、前野智昭、增田俊樹）
「FREEDOM」
作詞：三重野瞳／作曲、編曲：山原一浩／歌：仁科一月（增田俊樹）
「athletic core」
作詞：三重野瞳／作曲、編曲：山原一浩／歌：Over The Rainbow（柿原徹也、前野智昭、增田俊樹）
「Pride by Hiro×Koji」
作詞：三重野瞳／作曲、編曲：山原一浩／歌：Koji X Hiro（前野智昭,柿原徹也）
「Flavor」
作詞：三重野瞳／作曲、編曲：山原一浩／歌：Over The Rainbow（柿原徹也、前野智昭、增田俊樹）

### 片尾曲
「Welcome！Girls！」
作曲：宮崎まゆ／作詞：三重野瞳／編曲：hisakuni／歌：赤井めが姉ぇ＆赤井めが兄ぃ（伊藤加奈惠、諏訪部順一）／コーラス：らぁら、みれい、そふい（茜屋日海夏、芹澤優、久保田未夢）

## 本作特色
- 星光樂園推出了一個月後，便公佈發出了劇場版。
- 來自兩個系列的設計是略有不同，從星光樂園的插圖重新繪製自己的人物形象。
- 這是第一個星光樂園與星光少女協作片。
- 這部電影有四個故事，每週更換。

- 第一個故事是“可愛的夢幻之旅”
- 第二個故事是“完美的星之旅”
- 第三個故事是“超級奇蹟之旅”
- 第四個故事是“令人興奮的！星光男孩之旅”

- 六位星光樂園要角(啦啦，米蕾，蘇菲，詩音，桃樂絲，莉安娜)在電影中使用了三種不同的星光技能。

- 菈菈和詩音使用星光跳躍。
- 美莉和桃樂絲使用星光舞台劇。
- 雷歐那和蘇菲使用星光演唱會。

- SAINTS於電影中用了他們的螢光換裝。

- 艾菈，美愛，小鳴用了自己的婚紗造型，交響曲造型和七彩造型系列進行螢光換裝。

## 工作人員
- 原作 - Tomy Arts・Shin Sofia
- 監督 - 森脇真琴
- 分鏡 - 日步流星
- 演出 - 菱田（菱田正和）
- 導演 - 菱田正和
- 人物設計原案 - 金谷有希子、okama、渡邊明夫
- 人物設計 - 原將治、川島尚、齊藤里枝、松浦麻衣
- 作畫監督 - 原將治、川島尚、齊藤里枝、本多惠美、鈴木理彩、五十內裕輔、松浦麻衣
- CG總監 - 乙部善弘
- 製作 - 龍之子
- 監製・發行商・宣傳 - Avex Pictures
- 特別贊助 - Tomy Arts

## 外部連結
- （日語）《Pripara》電影角色 （页面存档备份，存于）